# 鐵拉蒙

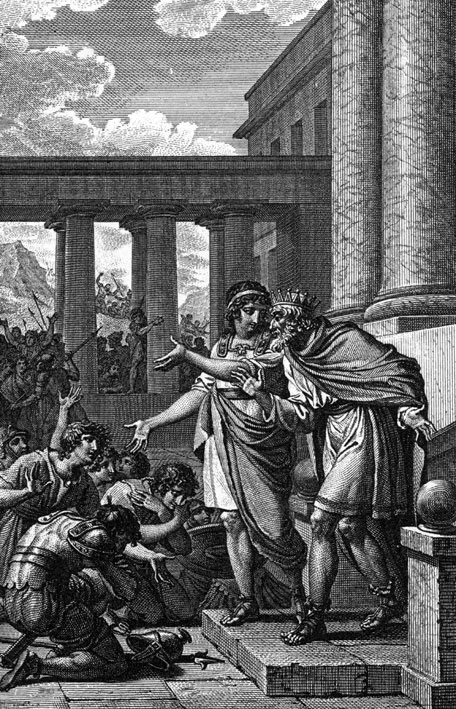
艾亞哥斯和鐵拉蒙

鐵拉蒙（希臘語：Τελαμών）是希臘神話的英雄。艾亞哥斯之子，阿哥號勇士之一。
特洛伊戰爭時，最先攻入城內，因而觸怒海克力斯。感覺到殺意的鐵拉蒙，立刻收集石頭，海克力斯詢問原因，鐵拉蒙答以為了製作偉大的海克力斯的祭壇，海克力斯非常滿意，在征服特洛伊之後，將特洛伊王勞美敦之女海希歐妮賜予鐵拉蒙。

## 脚注
1. ↑  Schwab, G. p. 315